# این‌سایت
این‌سایت (انگلیسی: InSight) یک فضاپیمای رباتیک سطح‌نشین مریخ است که قرار است برای اولین بار نقشه درونی سیارهٔ مریخ را تهیه کند. این فضاپیما در ساعت ۱۱:۰۵ به وقت محلی ۵ مه ۲۰۱۸ از کالیفرنیا به فضا پرتاب شد و برابر برنامهٔ از پیش تعیین‌شده در ساعت ۱۹:۴۵ دقیقه ۲۶ نوامبر ۲۰۱۸ پس از پیمودن ۴۸۵ میلیون کیلومتر بر روی سطح مریخ فرود آمد و مأموریتش را برای جمع‌آوری اطلاعات آغاز کرد.آخرین ارتباط با این مریخ نورد در روز 15 دسامبر(24آذر) بوده و گفته میشود بخاطر گرد و غبار نشسته روی صفحات خورشیدی آن پس از 4 سال تلاش بالاخره خاموش شد. محل فرود هامونه الیسیوم دومین منطقهٔ بزرگ آتشفشانی در مریخ در نظر گرفته شده که در آن‌جا با بکار انداختن یک سنسور و یک پروب دما و همچنین انجام آزمایش علمی رادیویی برنامهٔ مطالعهٔ ساختار داخلی مریخ انجام خواهد شد.
این مأموریت را آزمایشگاه علمی و فناوری جی‌پی‌ال برای ناسا اداره می‌کند و سطح‌نشین آن توسط سیستم‌های فضایی لاکهید مارتین ساخته شده‌است. طرح این مأموریت در ابتدا برای راه اندازی در ماه مارس ۲۰۱۶ انجام شده بود و نام آن کوتاه‌شده برای: توضیح اکتشافات درونی با استفاده از بررسی‌های لرزه‌ای، زمین‌شناسی و انتقال حرارت است.
در ساعت ۱۹:۴۵ دقیقه (UTC) روز ۲۶ نوامبر ۲۰۱۸، ناسا پیامی دریافت کرد که نشان می‌داد فضاپیما به‌طور موفقی بر سطح مریخ نشسته‌است. پس از نشستن، سه ماه زمان برای راه اندازی ابزارهای علمی صرف می‌شود و سپس فضاپیما مأموریت بررسی ساختار داخلی مریخ را برای مدت دو سال انجام می‌دهد.

## بار مفید

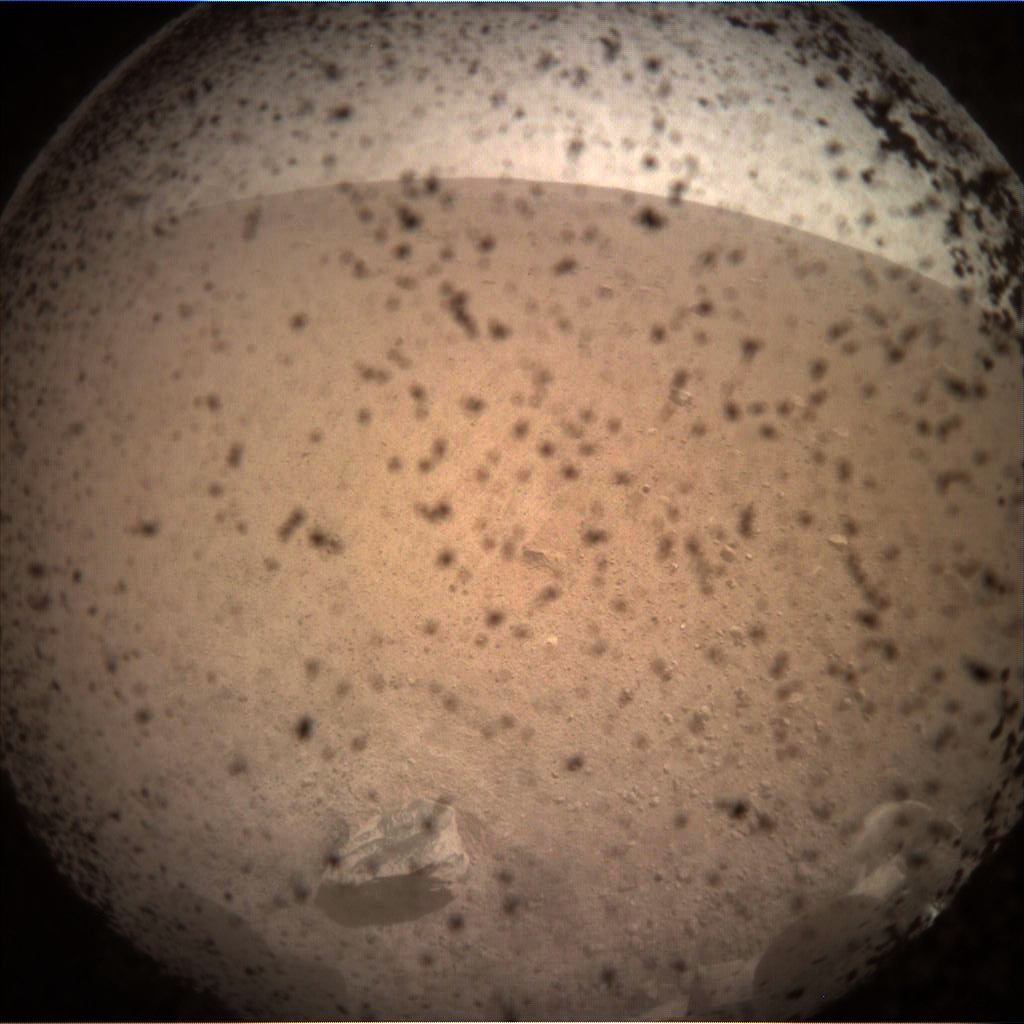
نخستین تصویر این‌سایت از مریخ (۲۶ نوامبر ۲۰۱۸)

این‌سایت ظرفیت حمل ۵۰ کیلوگرم بار مفید را دارد و این بار شامل تجهیزات علمی (لرزه‌سنج)، جعبه حسگر بار، دوربین‌ها، سامانه نصب تجهیزات، و پس‌بازتابگر لیزری می‌باشد.